# Festejos del día después
Festejos del día después es el segundo material discográfico de la banda argentina de rock nacional Algo Raro Pasa grabado entre los meses enero y abril de 2010 en los estudios Filos, el Tibetano, lanzado de manera independiente por la banda.

## Lista de canciones
1. "Otro día en la vida" (3:42) - (Ferrari/Iglesias)
2. "Delete" (2:39) - (Ferrari/Iglesias)
3. "De que te reís" (4:01) - (Iglesias)
4. "Río de Adrenalina" (3:01) - (Ferrari/Iglesias)
5. "Rompamos la Copa" (2:28) - (Algo Raro Pasa)
6. "Buen Día" (3:02) - (Rábago/Bartolazzi)
7. "Drim" (3:21) - (Ferrari/Iglesias/Rábago)
8. "Hormigas" (3:16) - (Ferrari/Rábago)
9. "Bocanada de Aire" (2:32) - (Ferrari/Iglesias)
10. "Flaca Linda" (2:37) - (Ferrari/Iglesias)
11. "Entre toda esta gente" (2:34) - (Iglesias)
12. "Ácido" (3:37) - (Algo Raro Pasa)

- Tiempo Total: 36:04

## Músicos

### Algo Raro Pasa
- Mariano Eduardo Ferrari: Voces y coros;
- Leandro Andrés Iglesias: Guitarras y coros;
- Diego Bartolazzi: Bajo;
- Ramiro Pinolli: Batería y percusión;
- Eduardo Rábago: Guitarras;
- Aníbal Nuñez: Trompeta, Flugelhorn y coros.

### Músicos invitados
- Pablo Sbaraglia: Teclados, guitarras, secuencias, artilugios, pandereta y demás elementos percutidos;
- Raúl Rufino: Voz y coros en "Otro día en la vida" (Cortesía de Pop Art Discos);
- Miguel Ángel Tallarita: Trompeta y Flugelhorn;
- Sergio Colombo: Saxo Tenor;
- Martín Gesualdi: Trombón.
- Sebastian Scrivano: Cajón.
- Martín Bruhn: Bombo Leguero (Cortesía de Lorena Mayol).